# Доній Шеховаць
45°30′ пн. ш. 14°57′ сх. д. / 45.50° пн. ш. 14.95° сх. д.
Доній Шеховаць (хорв. Donji Šehovac) — населений пункт у Хорватії, у Приморсько-Горанській жупанії у складі громади Брод-Моравиці.

## Населення
Населення за даними перепису 2011 року становило 1 осіб.
Динаміка чисельності населення поселення:

## Клімат
Середня річна температура становить 8,79 °C, середня максимальна – 22,00 °C, а середня мінімальна – -5,93 °C. Середня річна кількість опадів – 1425 мм.
| Клімат поселення                              | Клімат поселення | Клімат поселення | Клімат поселення | Клімат поселення | Клімат поселення | Клімат поселення | Клімат поселення | Клімат поселення | Клімат поселення | Клімат поселення | Клімат поселення | Клімат поселення | Клімат поселення |
| Показник                                      | Січ.             | Лют.             | Бер.             | Квіт.            | Трав.            | Черв.            | Лип.             | Серп.            | Вер.             | Жовт.            | Лист.            | Груд.            |                  |
| Середній максимум, °C                         | 5,96             | 7,02             | 10,05            | 14,10            | 18,66            | 22,00            | 21,36            | 21,08            | 17,10            | 12,72            | 7,49             | 3,99             |                  |
| Середня температура, °C                       | 0,02             | 1,07             | 4,10             | 8,15             | 12,71            | 16,04            | 17,98            | 17,69            | 13,72            | 9,34             | 4,10             | 0,62             |                  |
| Середній мінімум, °C                          | −5,93            | −4,88            | −1,86            | 2,21             | 6,76             | 10,09            | 14,59            | 14,32            | 10,34            | 5,94             | 0,72             | −2,77            |                  |
| Норма опадів, мм                              | 79               | 85               | 103              | 120              | 109              | 134              | 107              | 119              | 134              | 158              | 158              | 119              |                  |
| Середньомісячна швидкість вітру, м/с          | 1.78             | 1.96             | 2.26             | 2.19             | 2.08             | 1.92             | 1.83             | 1.79             | 1.70             | 1.79             | 1.92             | 1.90             |                  |
| Середньомісячна сонячна радіація, кДж/м²·день | 4173             | 6935             | 10261            | 14545            | 18675            | 20276            | 21615            | 18343            | 13407            | 8671             | 4602             | 3454             |                  |
| --------------------------------------------- | ---------------- | ---------------- | ---------------- | ---------------- | ---------------- | ---------------- | ---------------- | ---------------- | ---------------- | ---------------- | ---------------- | ---------------- | ---------------- |
| Джерело:                                      |                  |                  |                  |                  |                  |                  |                  |                  |                  |                  |                  |                  |                  |